# 도브리닌스카야역
도브리닌스카야역(러시아어: Добры́нинская)은 모스크바 지하철 콜체바야 선의 역이다. 1950년 1월 1일에 개장했다.

## 환승
도브리닌스카야 역에서는 세르푸홉스코 티미랴젭스카야 선의 세르푸홉스카야 역으로 갈아탈 수 있다.